# Alex Vanopslagh
Alex Dominique Kristensen Vanopslagh (ur. 17 października 1991 w Épernay) – duński polityk i samorządowiec, parlamentarzysta, od 2019 lider Sojuszu Liberalnego.

## Życiorys
Absolwent nauk politycznych na Uniwersytecie Południowej Danii. Studia drugiego stopnia z tej dziedziny ukończył w 2016 na Uniwersytecie Kopenhaskim. Podjął pracę jako konsultant.
Zaangażował się w działalność polityczną w ramach Sojuszu Liberalnego. W 2014 objął funkcję przewodniczącego jego organizacji młodzieżowej Liberal Alliances Ungdom, którą pełnił do 2016. W 2017 został wybrany na radnego miejskiego w Kopenhadze.
W czerwcu 2019 po raz pierwszy uzyskał mandat posła do Folketingetu jako jeden z czterech przedstawicieli swojej partii. Słaby wynik ugrupowania doprowadził do rezygnacji Andersa Samuelsena z funkcji przewodniczącego. Kilka dni po wyborach Alex Vanopslagh został nowym przewodniczącym Sojuszu Liberalnego. W 2022 polityk z powodzeniem ubiegał się o poselską reelekcję.